# Yoon Jong-hwan
Yoon Jong-hwan (ur. 16 lutego 1973 w Gwangju) – południowokoreański piłkarz grający na pozycji pomocnika.

## Kariera klubowa
Yoon ukończył Dong-A University w 1994 roku. Był członkiem tamtejszej drużyny piłkarskiej. W 1995 roku podpisał profesjonalny kontrakt z drużyną Bucheon SK. W jego barwach zadebiutował w K-League. W 1996 roku zdobył z nim Adidas Cup. Z kolei w 1998 roku dotarł do finału tego pucharu oraz do finału Pucharu Ligi Koreańskiej. W 2000 roku Yoon odszedł do japońskiego Cerezo Osaka. W 2001 roku doszedł z nim do finału Pucharu Cesarza, ale na koniec sezonu zespół spadł z pierwszej do drugiej ligi. W 2002 roku wywalczył mistrzostwo tych rozgrywek i awans do pierwszej J-League.
W 2003 roku Jong-hwan wrócił do Korei i został zawodnikiem Seongnam Ilhwa Chunma. W tym samym sezonie wywalczył z nim swój pierwszy tyuł mistrza K-League. W 2004 roku odszedł do Jeonbuk Hyundai Motors. Wywalczył z nim Superpuchar Korei Południowej, a w 2005 roku – Puchar Korei Południowej. W 2006 roku podpisał kontrakt z japońskim drugoligowcem Sagan Tosu, w którym gra do dziś.

## Kariera reprezentacyjna
W reprezentacji Korei Południowej Yoon zadebiutował 5 marca 1994 roku w przegranym 0:1 towarzyskim spotkaniu z USA. W 2002 roku został powołany przez Guusa Hiddinka do kadry na Mistrzostwa Świata 2002, których gospodarzem była Korea Południowa. Tam był rezerwowym zawodnikiem i nie zagrał w żadnym spotkaniu. Po tych mistrzostwach zakończył reprezentacyjną karierę. Łącznie w kadrze narodowej wystąpił 38 razy i zdobył 3 bramki.